# Ortholasma
Genre
Ortholasma est un genre d'opilions dyspnois de la famille des Nemastomatidae.

## Distribution
Les espèces de ce genre se rencontrent aux États-Unis en Californie, en Oregon et au Washington, au Canada en Colombie-Britannique et au Mexique en Basse-Californie.

## Liste des espèces
Selon World Catalogue of Opiliones (15/06/2025) :
- Ortholasma colossus Shear, 2010
- Ortholasma coronadense Cockerell, 1916
- Ortholasma levipes Shear & Gruber, 1983
- Ortholasma pictipes Banks, 1911
- Ortholasma rugosum Banks, 1894

## Systématique et taxinomie
Ce genre a été décrit par Banks en 1894 dans les Nemastomatidae.

## Publication originale
- Banks, 1894 : « The Nemastomatidae and Trogulidae of the United States. I. » Psyche, a Journal of Entomology, vol. 7, p. 11–12 (texte intégral).